# Acaulopage dichotoma
Acaulopage dichotoma är en svampart som beskrevs av Drechsler 1935. Acaulopage dichotoma ingår i släktet Acaulopage och familjen Zoopagaceae.   Inga underarter finns listade i Catalogue of Life.